# Russi
Russi är en ort och kommun i provinsen Ravenna i regionen Emilia-Romagna i Italien. Kommunen hade 12 306 invånare (2018).